# Julius Lien

Julius Lien im Jahre 1917

Julius Lien (* 17. Juli 1872 in Neustadt bei Coburg; † 16. September 1962 in St. Jakob bei Leutenberg, Thüringen) war ein deutscher Buchbinder und Heimatdichter.

## Leben und Wirken
Julius Lien ging nach einer Buchbinderlehre in seiner Geburtsstadt auf Wanderschaft und wurde ca. ab 1900 als Buchbinder in Jena sesshaft. 1908 siedelte er mit seiner Buchbinderwerkstatt nach der damals selbständigen Stadt Lobeda, heute Lobeda-Altstadt, ein Ortsteil von Jena, um. Dieser Stadt mit ihrer Lobdeburg blieb er zeitlebens treu. Neben seiner Buchbinderwerkstatt betrieb er einen Schreibwarenladen und verschiedene Postkartenverlage. 1912 gehörte er zu den Gründern der „Freunde der Lobdeburg“, einer Berggemeinschaft, die heute noch als „Lobdeburg-Gemeinde 1912 e. V.“ besteht. Hier war er zwischen 1919 und 1926 der „Fürsteher“ (Vorsitzender) und entwickelte sich zu einem Heimatdichter. Seine Gedichte, die zu bekannten Melodien gesungen wurden, verherrlichen Lobeda, die Lobdeburg und das gesellschaftliche Leben der Lobdeburgfreunde.

## Werke (Auswahl)
- Gedicht: Vor Lobeda. (Inoffizielle „Hymne“ der Stadt Lobeda)
- Gedicht: Im Freundeskreis der Lobdeburger. (Festlied der Lobdeburg-Gemeinde)
- Gedicht: Hie gut Lobde allerwegen! (An der lieben alten Saale…)
- Gedicht: Lobd'sche Wurstballade. (In Thüringen liegt märchenschön…)
- Predigten zu den Kirm’se-Feiern der Lobdeburger in den 1920er Jahren